# Autorganizzazione (agricoltura)
Con principio d'autorganizzazione, come definito dall'attivista indiana Vandana Shiva, si intende un'interpretazione del concetto di agricoltura biologica tesa alla sovranità alimentare e a una più radicale opposizione alla moderna agricoltura industriale.
Il paradigma descrive la capacità di un ecosistema agricolo di perpetuarsi da sé, senza interventi esterni (in un ciclo sostanzialmente chiuso): seguendo questo principio, la fertilità del suolo sarebbe mantenuta grazie al riciclo interno del materiale organico prodotto e usato come fertilizzante, senza integrazioni con prodotti di sintesi provenienti dall'esterno; il controllo dei parassiti sarebbe  favorito dalla promozione della biodiversità locale e quindi degli antagonisti biologici; l'acqua necessaria è ottenuta col riciclo dell'acqua piovana e aumentando l'efficienza dell'irrigazione, riducendo lo sfruttamento delle risorse idriche; le avversità sono contrastate privilegiando le varietà locali, spesso più resistenti di quelle commercializzate essendo meglio adattate alla situazione pedoclimatica locale.
Socialmente, lo scopo è favorire un'agricoltura tesa al nutrimento e all'occupazione della popolazione, piuttosto che all'esportazione e al mercato, e alla conservazione delle tradizioni e tecniche colturali locali piuttosto che all'importazione di tecnologie e pratiche estere, con un occhio di riguardo per i piccoli produttori. 
L'agricoltura biologica su scala industriale, che si limita a seguire il disciplinare di produzione per ottenere la certificazione e l'etichetta senza rispettare il principio dell'autorganizzazione, appare un controsenso a chi lo vede come inscindibile dal concetto di biologico.